# جان عبد النور
جان عبد النور (29 نوفمبر 1983 - ) لاعب كرة سلة لبناني يلعب مع نادي الرياضي بيروت في دوري كرة السلة اللبناني. ويلعب أيضًا مع منتخب لبنان لكرة السلة، وشارك معه في بطولة العالم لكرة السلة 2006.

## الجوائز والإنجازات
- بطل الدوري اللبناني لكرة السلة 2013، 2014، 2015، 2016، 2017
- كأس أبطال آسيا 2011، 2017

## روابط خارجية
- جيان عبد النور على موقع الاتحاد الدولي لكرة السلة (الإنجليزية)
- جيان عبد النور على موقع الاتحاد الدولي لكرة السلة (الإنجليزية)
- جيان عبد النور على موقع كرة السلة الأوروبية.كوم (الإنجليزية)
- جيان عبد النور على موقع ريلجم (الإنجليزية)
- جيان عبد النور على موقع بروبوليرز (الإنجليزية)
- جيان عبد النور على موقع سبورتس رفرنس (الإنجليزية)